# Andrew McFarlane (motorcrosser)
Andrew McFarlane (Brisbane, 1977 – Melbourne, 2 mei 2010) was een Australische motorcrosser. Hij is vooral bekend geworden door zijn deelname aan 9 seizoenen in het Wereldkampioenschap motorcross. In 2005 werd hij vice-wereldkampioen in de MX2-klasse, na Antonio Cairoli.
In 2009 keerde hij terug naar Australië. Hij verongelukte op 1 mei 2010 tijdens een training voor de State Motorcycle Sports Complex, in de omgeving van Melbourne. Op 2 mei 2010 overleed hij aan zijn verwondingen.

## Carrière
Andrew McFarlane behaalde zijn grootste succes in 2005 door 2de te eindigen in het Wereldkampioenschap MX2. In datzelfde jaar verloor Andrew McFarlane de titel nog in de laatste 3 Grote Prijzen aan Antonio Cairoli.
In 2006 vertrok de Australiër naar de Verenigde Staten om de AMA Nationals te gaan rijden waar hij in 2006 meteen enkele podiumplaatsen verzilverde.
In 2007 had McFarlane problemen met zijn team. Hij had een contract bij Rockstar/WBR/Suzuki. Verscheidene zaken waren niet goed georganiseerd. Dat seizoen was dan ook meteen een seizoen om te vergeten met een 5de plaats in Red Bud als beste resultaat.
In 2008 verdedigde McFarlane de kleuren van het Motorsport Outlet Kawasaki team, maar werd door vele blessures verhinderd om prijzen te winnen in dit seizoen.
In 2009 verliet Andrew de Verenigde Staten, en ging terug naar zijn thuisland Australië. Aldaar veroverde hij de derde plaats in het Australisch nationaal kampioenschap.
In 2010 begon hij aan zijn laatste seizoen. In dit seizoen stond het Australische nationale kampioenschap op het programma. Zijn afscheid in dit seizoen kwam eerder dan verwacht door een ongeluk tijdens een training.
| Jaar | Kampioenschap                                         | Plek  | Extra                                                               |
| ---- | ----------------------------------------------------- | ----- | ------------------------------------------------------------------- |
| 2000 | Motocross World Championship 500cc                    | 29de  | Alle 22 punten verdiend in zijn thuis-GP in Broadford (AUS)         |
| 2001 | Motocross World Championship 500cc (Yamaha)           | 9de   | Twee podia: Broadford (AUS) & Ernée (FRA)                           |
| 2002 | Motocross World Championship 250cc (Kawasaki)         | 8ste  |                                                                     |
| 2003 | Motocross World Championship MotorcrossGP (Kawasaki)  | 6de   |                                                                     |
| 2004 | Motocross World Championship MX2 (Yamaha)             | 7de   | Winnaar van de Grote prijs van Italië door twee reeksoverwinningen. |
| 2005 | Motocross World Championship MX2 (Yamaha)             | 2de   |                                                                     |
| 2006 | AMA Supercross                                        | 28ste |                                                                     |
| 2006 | AMA Nationals                                         | 7de   |                                                                     |
| 2007 | AMA Nationals (Suzuki)                                | 13de  |                                                                     |
| 2008 | AMA Supercross (Kawasaki)                             | 23ste |                                                                     |
| 2008 | AMA Nationals                                         | 15de  |                                                                     |
| 2009 | Rockstar Energy Nationals (Australisch kampioenschap) | 3de   |                                                                     |

| 1 | 13-06-2004 | Italië             | Gallarate     |
| 2 | 08-05-2005 | België             | Namen         |
| 3 | 15-05-2005 | Europa (Duitsland) | Teutschenthal |
| 4 | 05-06-2005 | Groot-Brittannië   | Matchams Park |

## Overlijden
Andrew McFarlane liet het leven op 2 mei 2010 tijdens het trainen voor het Australisch motorcross kampioenschap' de Rockstar MX Nationals. Hij werd verrast op het circuit waar het voor hem allemaal begon, in Broadford. Op dit circuit wekte hij in 2000 de interesse van het officiële Yamaha-team van oud-wereldkampioen Michele Rinaldi. Hier verdiende hij in 2001 zijn eerste podium in het Wereldkampioenschap.